# Trà (thực vật)
Trà  (hay chè theo phương ngữ Bắc bộ, tên khoa học: Camellia sinensis) là loài cây mà lá và chồi được sử dụng để sản xuất trà (đừng nhầm với cây hoa trà). Tên gọi sinensis có nghĩa là "Trung Quốc" trong tiếng Latinh. Các danh pháp khoa học cũ còn có Thea bohea và Thea viridis.
Trà xanh, trà ô long và trà đen tất cả đều được chế biến từ loài này, nhưng ở các mức độ oxy hóa khác nhau.

## Đặc điểm

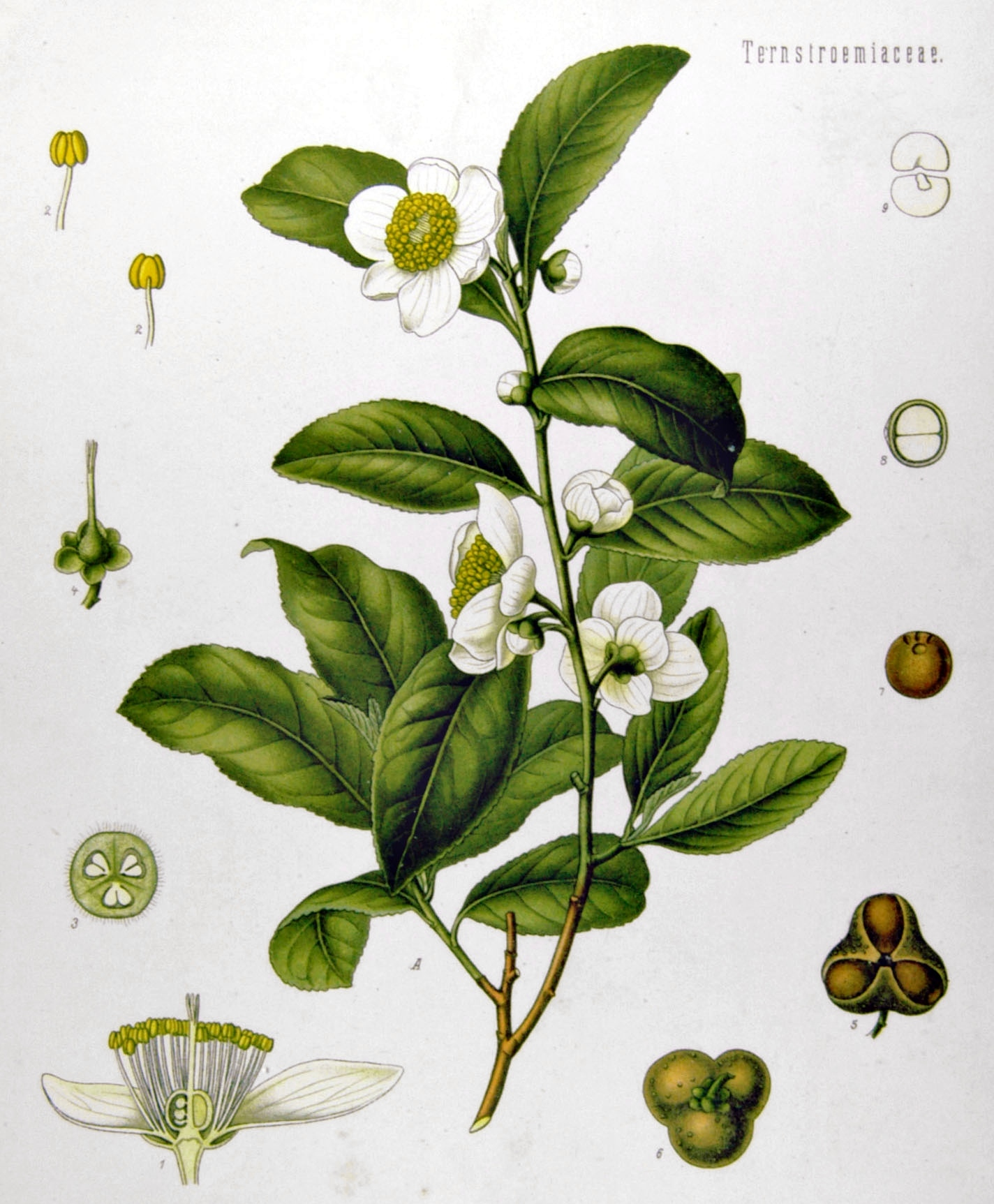
Camellia sinensis

Camellia sinensis xuất xứ từ Đông Á, Nam Á và Đông Nam Á, nhưng ngày nay nó được trồng phổ biến ở nhiều nơi trên thế giới, trong các khu vực nhiệt đới và cận nhiệt đới. Nó là loại cây xanh lưu niên mọc thành bụi hoặc các cây nhỏ, thông thường được xén tỉa để thấp hơn 2 mét (6 ft) khi được trồng để lấy lá. Nó có rễ cái dài. Hoa trà  màu trắng ánh vàng, đường kính từ 2,5–4 cm, với 7 - 8 cánh hoa. Hạt của nó có thể ép để lấy dầu.
Hạt của Camellia sinensis và Camellia oleifera được ép lấy tinh dầu trà, gia vị ngọt và dầu ăn không được trộn lẫn với tinh dầu trà. Tinh dầu thường được sử dụng làm thuốc và mỹ phẩm, có khởi nguồn từ lá của nhiều thực vật khác.
Lá của trà  dài từ 4–15 cm và rộng khoảng 2–5 cm. Lá tươi chứa khoảng 4% caffein. Lá non có sắc xanh lục nhạt được thu hoạch để sản xuất trà. Ở thời đoạn đó, mặt dưới lá có lông tơ ngắn màu trắng. Lá già thì chuyển sang màu lục sẫm. Tùy lứa tuổi mà lá trà  có thể dùng làm thành phẩm trà  khác nhau vì thành phần hóa học trong lá khác nhau. Thông thường, chỉ có lá chồi và 2 đến 3 lá mới mọc gần thời gian đó được thu hoạch để chế biến. Việc thu hoạch thủ công bằng tay diễn ra đều đặn mỗi 1 đến 2 tuần.

## Trồng trọt và phân bố
Trà thường được trồng ở vùng nhiệt đới và cận nhiệt đới, nơi có lượng mưa tối thiểu là 127 cm. (50 inches) mỗi năm. Khí hậu ẩm ướt và nhiều nắng ấm là hai yếu tố chính. Ngoài khu vực lý tưởng kể trên, cây trà  có thể sống suốt từ đường xích đạo lên đến miền nam nước Anh như Cornwall. trà  ngon thường mọc ở cao độ trên 1.500 mét (4.900 feet) để cây trà  phát triển chậm, tích tụ nhiều hương vị đậm đà.

### Việt Nam

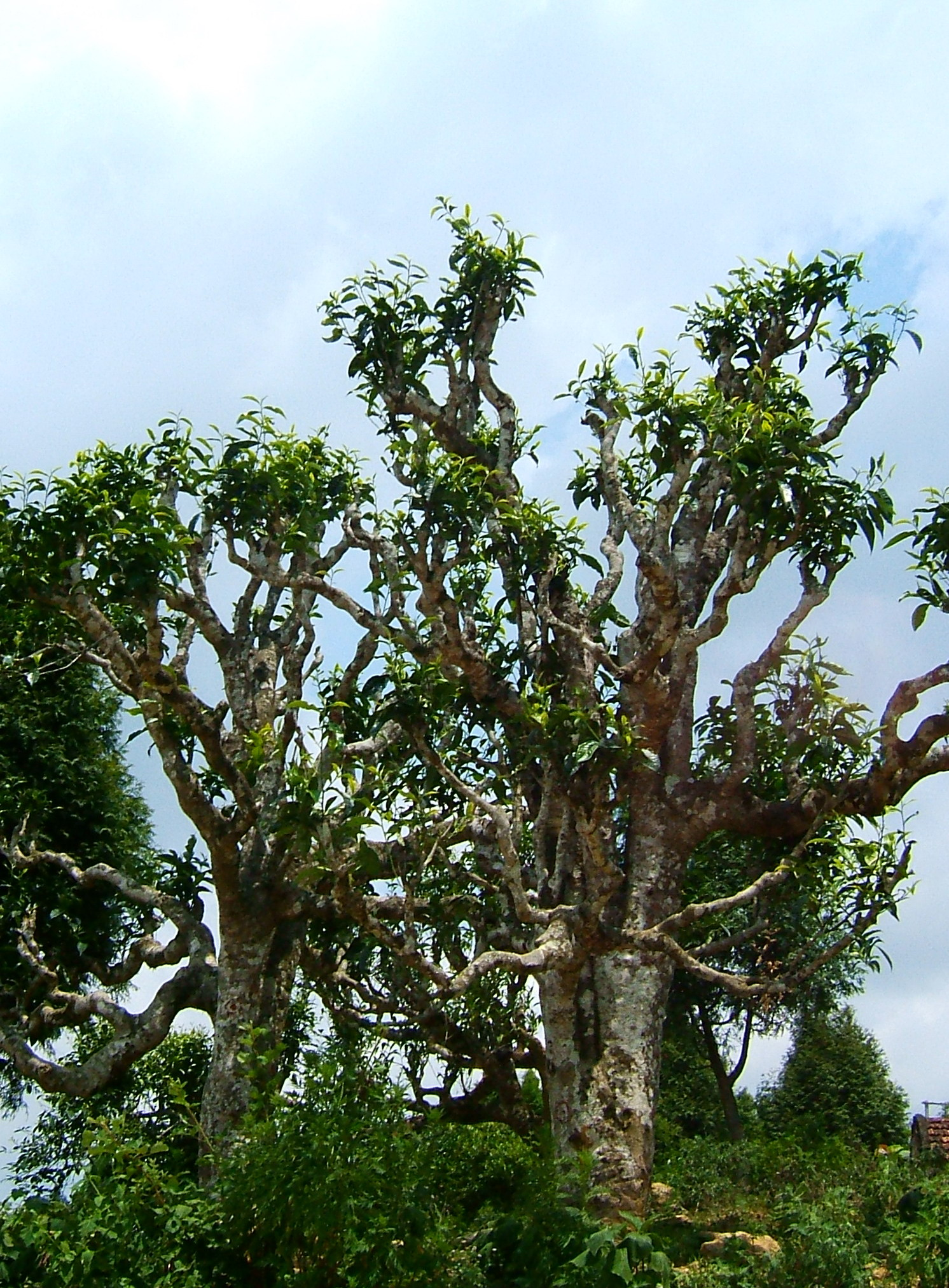
Những cây trà (chè) Shan tuyết cổ thụ

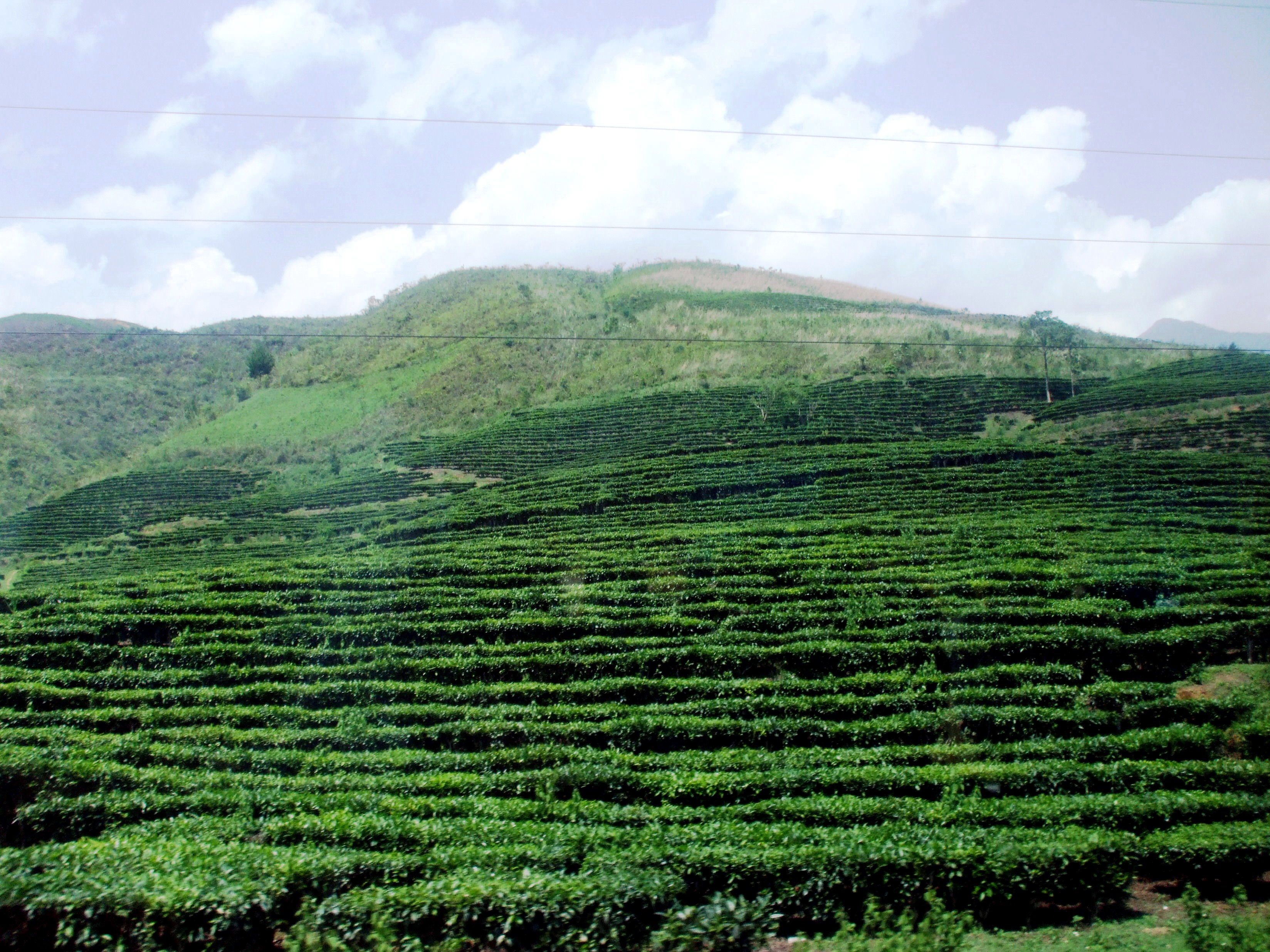
Một đồi trà (chè) ở Phú Thọ

Cây trà tại Việt Nam đến giữa thế kỷ XX được trồng khắp miền quê ngoài Bắc và Trung (phương ngữ tại đây thường gọi là trà ), diện tích lớn nhất ở hai tỉnh Phú Thọ và Quảng Nam. Loại này thân mọc cao, lá lớn và dày, có thể hái về vò nát để nấu uống tươi gọi là trà xanh. Loại thứ hai là trà  đồn điền du nhập từ phương Tây, cây thấp, lá nhỏ, thường phải ủ rồi mới nấu nước. Hạng nhất là trà búp (hoặc trà nõn tôm), có khi gọi văn vẻ là "trà  bạch mao" hay "trà bạch tuyết" nếu búp có lông tơ trắng ở đầu ngọn. Hạng nhì là hai lá trà  kế (còn có thể phân chia "một tôm một lá" tức lấy búp và một lá kế, và "một tôm hai lá" tức lấy búp và hai lá tiếp theo). Lá thứ tư, thứ năm là trà  hạng ba. Những lá dưới nữa thì dùng làm trà mạn, rẻ hơn cả.
Đồn điền cây trà  thì mãi đến năm 1924 thời Pháp thuộc mới bắt đầu hoạt động ở vùng Cao nguyên Trung Kỳ gồm các tỉnh Kontum, Pleiku, Darlac và Đồng Nai Thượng. Sang thập niên 1930, trà  được đem trồng một cách quy mô trên cao nguyên vùng B'lao và Djiring và vùng này sau chiếm địa vị là vựa trà .
Tính đến năm 1960, Việt Nam xuất cảng 2.000 tấn trà  mỗi năm. Đến năm 2007 thì sản lượng trà  của Việt Nam đã vượt một triệu tấn, canh tác trên 125.000 hecta.
Vào đầu năm 2016, thị trường lớn nhất mua trà  Việt Nam là Pakistan chiếm khoảng 1/3 thị phần. Việt Nam cũng là nước xuất cảng trà  đứng thứ năm trên thế giới. Tuy nhiên giá bán thấp hơn so với các nước khác vì phẩm chất kém, chỉ đạt 60-70% giá thị trường quốc tế.

### Ấn Độ
Phần lớn trà  được sản xuất tại Ấn Độ gọi là trà  Assam (đôi khi nó được gọi là C. sinensis assamica hay C. assamica). Đây là loại cây nhỏ (thân đơn), lá to bản. Trong thiên nhiên, trà  Assam có thể mọc cao đến 6 - 20 mét (20–65 ft); nhưng khi canh tác thì cây được xén kỹ chỉ còn cao nhỉnh hơn thắt lưng người. Ở những vùng đất trũng, cây trà  cần độ ẩm cao (mưa nhiều) nhưng đất trồng phải ráo nước, không được úng. Những cây trà  thuần hóa không chịu được nhiệt độ quá cao.
Cây trà Assam được phát hiện năm 1823 (mặc dù đã được người dân địa phương sử dụng làm đồ uống từ lâu). trà  Assam sau đó được dùng là một trong hai giống trà  gốc. Tất cả các cây trà Assam và phần lớn trà Ceylon (Tích Lan, nay là Sri Lanka) có nguồn gốc từ giống cây này. trà  Assam có hương vị ngọt khi pha nước uống, không giống như vị các loại trà  Trung Hoa.

### Campuchia
Trà Campuchia đôi khi được gọi là C. sinensis parvifolia. Lá trà  này về kích thước trung bình, giữa lá trà  Assam và lá trà  Trung Quốc; nó là một loại cây nhỏ, dạng bụi. Đôi khi người ta coi biến thể này là sản phẩm lai ghép của trà  Assam và Trung Quốc.

### Trung Quốc
Trà Trung Quốc (đôi khi gọi là C. sinensis sinensis) là loài cây lá nhỏ, nhiều thân mọc thành bụi rậm cao tới 3 mét. Đây là loại trà  đầu tiên được ghi nhận với lịch sử trong văn tịch hơn 3000 năm, trà  này được dùng sản xuất nhiều loại trà  nổi tiếng.

## Sâu bệnh
Lá trà  là thức ăn của nhiều loài động vật ăn cỏ, như các loài sâu bướm thuộc họ Peribatodes rhomboidaria, Geometridae.

## Hiệu quả sức khỏe
Lá trà được dùng trong Đông y để trị hen phế quản (như một loại thuốc trị hen suyễn), nhiệt miệng, đau thắt ngực, bệnh tim mạch vành và bệnh mạch máu ngoài.
Ngày nay, trà xanh phổ biến khắp nơi, là thức uống rất có lợi cho sức khỏe, góp phần ngừa ung thư, giảm cholesterol, diệt khuẩn và giảm cân. Trà chứa lượng lớn catechin, một chất chống oxy hóa. Trong các hoạt tính, (-)-catechin từ C. sinensis làm kích thích PPARgamma, thụ quan hạt nhân, là mục tiêu dược lý hiện hành cho điều trị đái tháo đường loại 2.
Tuy nhiên, ngày nay trà cũng có tác dụng xấu đến sức khỏe, như chứa caffein vượt mức cho phép, nhiều loại trà còn chứa flo và oxalat.

## Thư viện ảnh

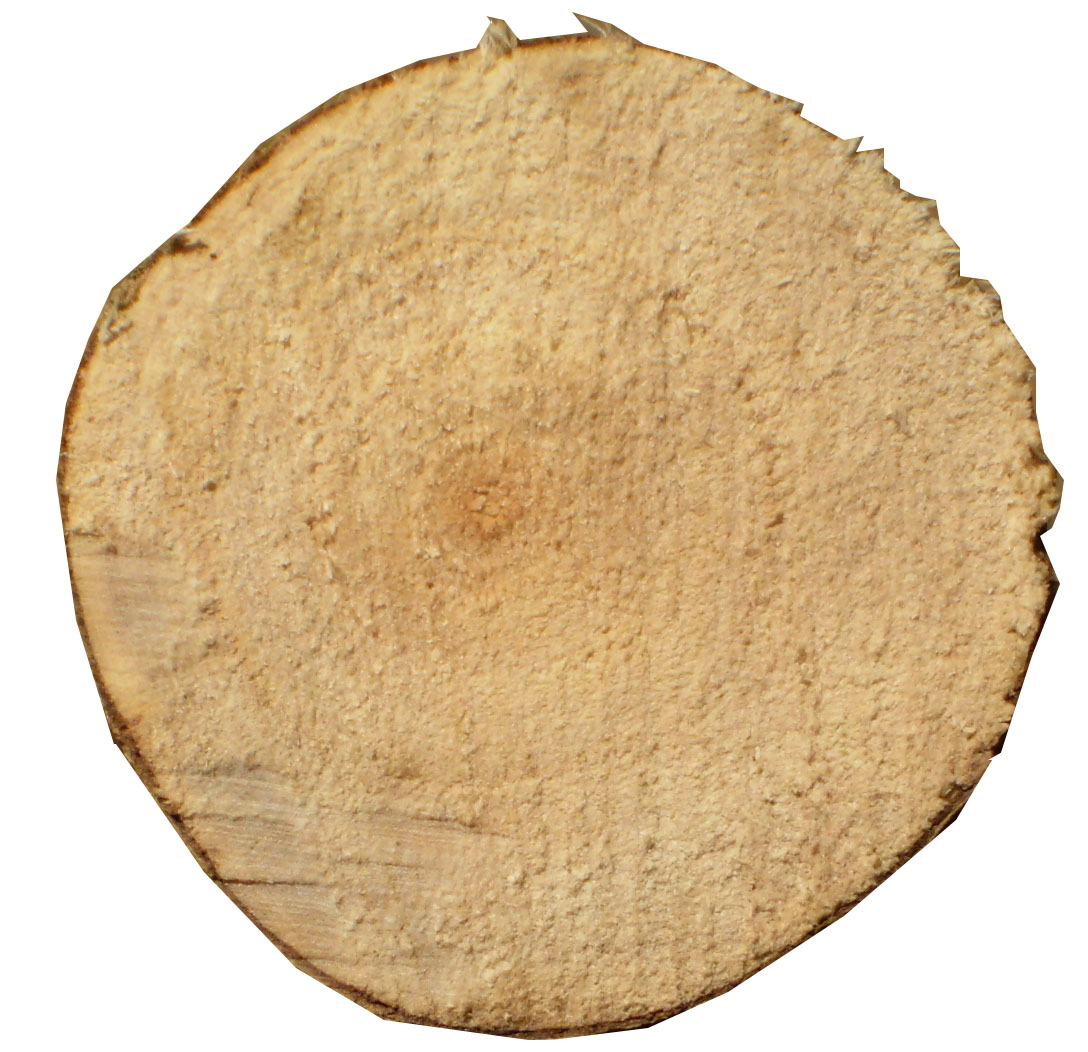
Mặt cắt thân cây trà
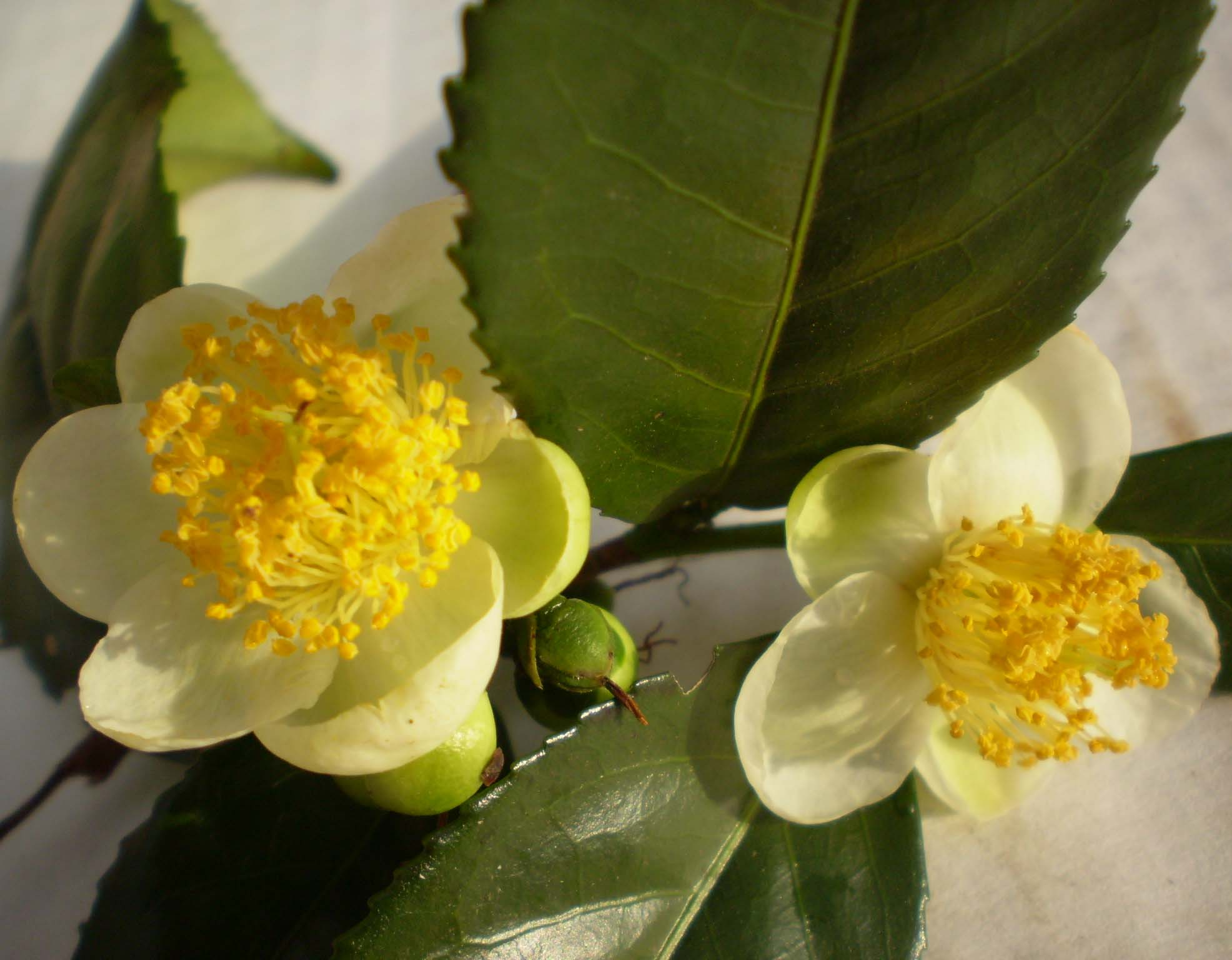
Hoa trà
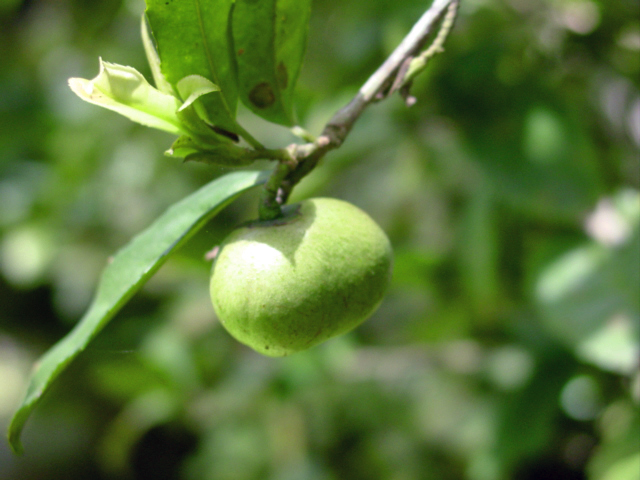
Quả cây trà  xanh
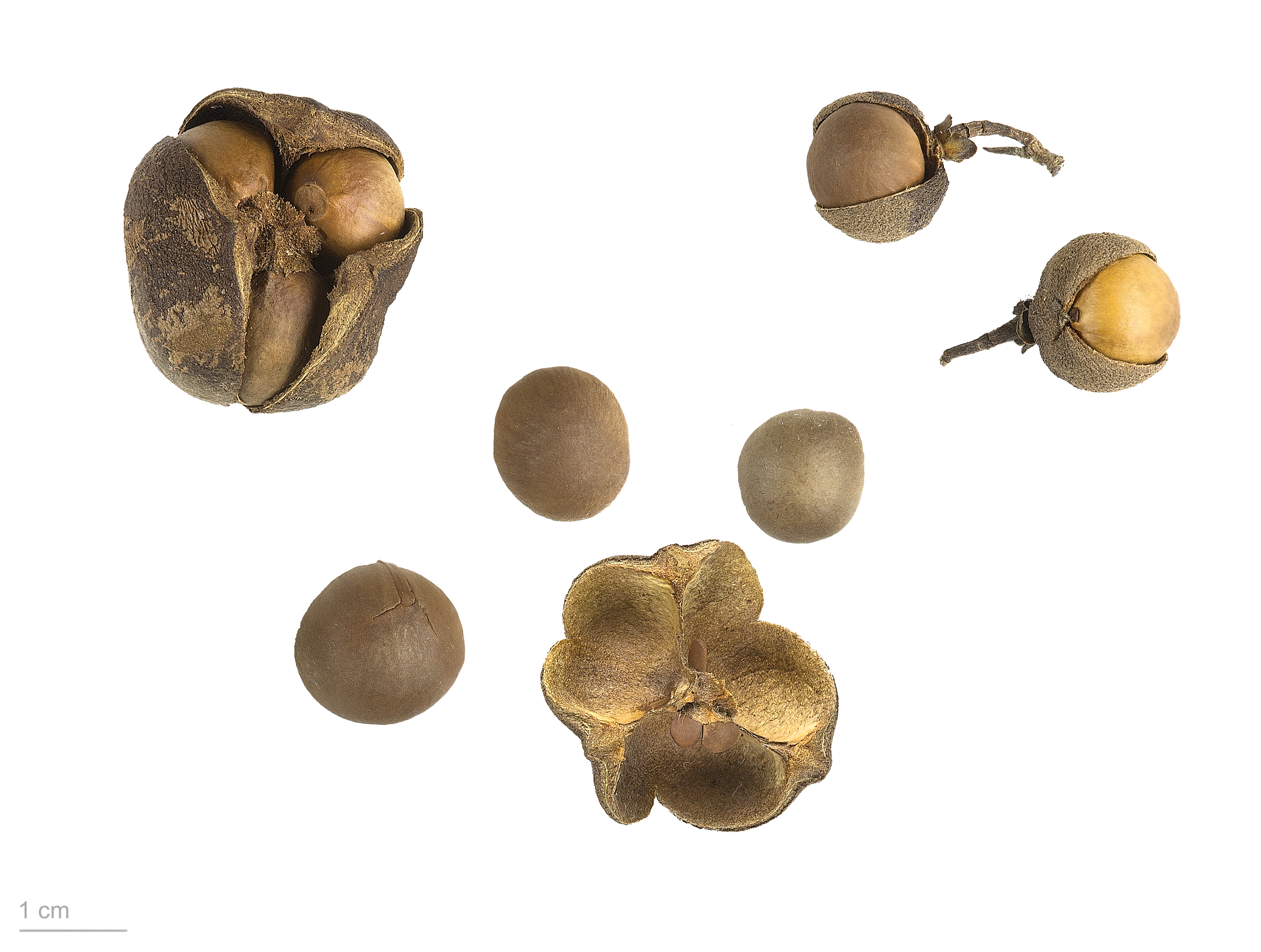
Quả trà  để khô
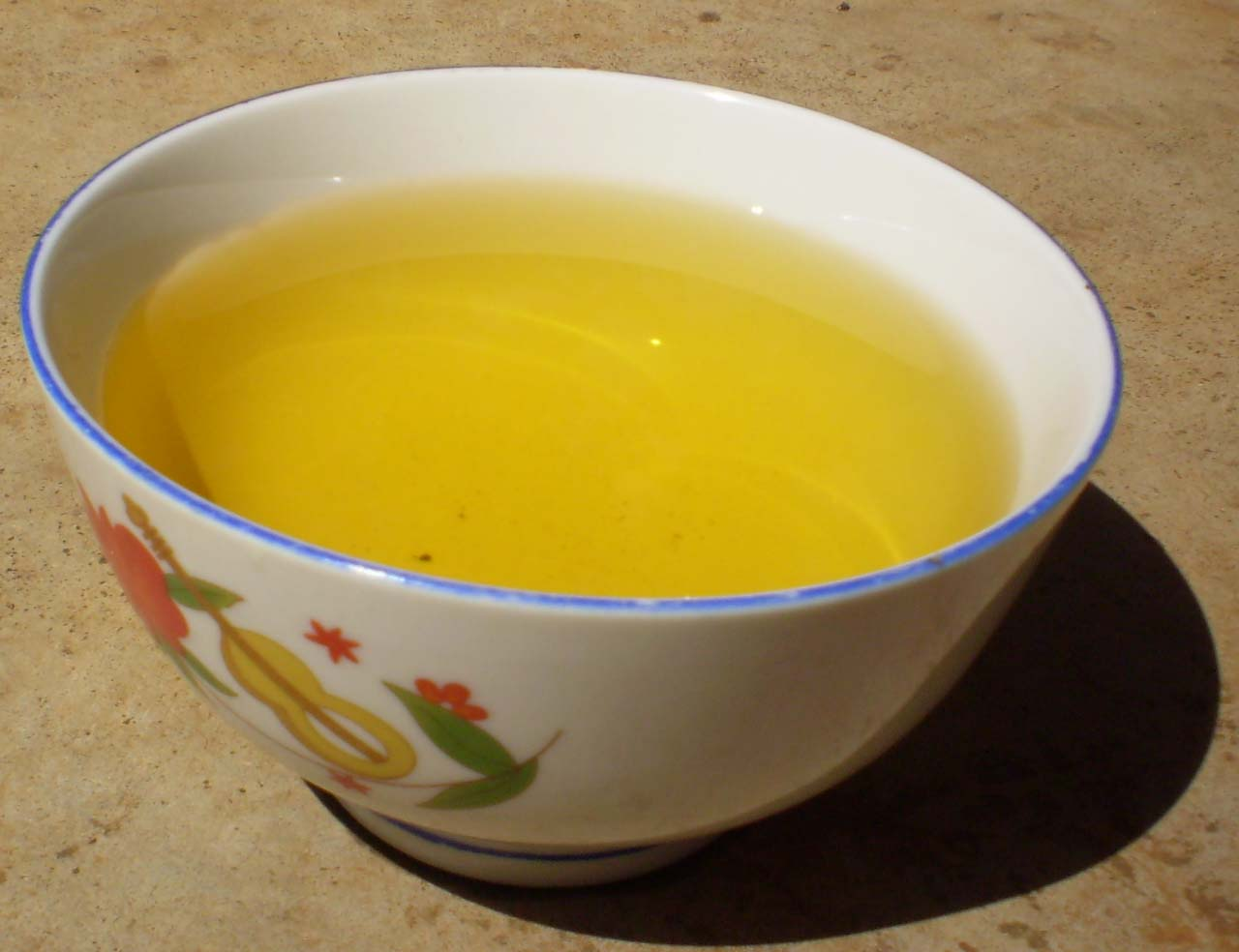
Nước trà  xanh, lá trà  xanh vo vào ấm đun sôi lấy nước uống